# La Roche-des-Arnauds
La Roche-des-Arnauds – miejscowość i gmina we Francji, w regionie Prowansja-Alpy-Lazurowe Wybrzeże, w departamencie Alpy Wysokie.

## Demografia
Według danych na rok 1990 gminę zamieszkiwało 845 osób, a gęstość zaludnienia wynosiła 16 osób/km². W styczniu 2015 r. La Roche-des-Arnauds zamieszkiwały 1494 osoby, przy gęstości zaludnienia wynoszącej 27,8 osób/km².